# Neum
Neum je općina na jugu Hercegovine. To je jedini bosanskohercegovački izlaz na Jadransko more. Područje Neuma ustupila je 1718. godine Turcima Dubrovačka Republika. Potpisivanjem Daytonskog sporazuma, općina Neum je u cjelini ušla u sastav Federacije BiH. Prema zadnjem popisu stanovništva BiH 97,64 % stanovništva Neuma čine Hrvati. 

## Zemljopis
Neum presijeca dva dijela Republike Hrvatske kao posljedica Mira u Srijemskim Karlovcima iz 1699. godine. Udaljenost Neuma od Dubrovnika je 70 km, od zračne luke Dubrovnik 90 km, od Mostara 70 km, Međugorja 70 km, od željezničkih kolodvora Ploče i Metkovića po 30 km. 
U okviru većeg Malostonskog zaljeva, kojeg zatvara poluotok Klek, nalazi se Neumski zaljev. Pripada Jadranskom moru i predstavlja jedini izlaz Bosne i Hercegovine na more. Zaljev je dug 6, a širok 1,2 kilometra. Na Kleku se nalazi Mediteranetum, botanički rezervat mediteranske flore.
Neum ima dva granična prijelaza s Hrvatskom na Državnoj cesti D8 koja povezuje sjeverni i južni Jadran. Prijelaz "Neum 1" graniči s Klekom, a "Neum 2" s mjestom Zaton Doli. Europska cesta "E65" prolazi kroz Neum.

### Klima
Neum se odlikuje dugim i toplim ljetima i kratkom i blagom zimom te spada u red primorskih mjesta s najvećim brojem sunčanih dana. Srednje mjesečne temperature mora na površini kreću se oko 13 °C u siječnju do 32 °C u srpnju i kolovozu. Povoljni klimatski uvjeti omogućuju, osim kupanja i sunčanja, gotovo tijekom 7 mjeseci godišnje i klimatsku terapiju, koju čine čisti primorski zrak, šetnje obalom te bavljenje raznim športovima na vodi.
Blaga mediteranska klima na ovom području pogoduje uzgoju agruma, tradicionalno se uzgajaju: duhan, smokve, vinova loza, bademi, lovor, kupus, krumpir i luk. Proizvodi se i više vrsta sireva, vino, rakija lozovača i travarica, suha i usoljena riba, pršut, suhe smokve, med i vuneni proizvodi.

### Naseljena mjesta
Općinu Neum sačinjavaju sljedeća naseljena mjesta:
Babin Do,
Borut,
Brestica,
Broćanac, 
Brštanica, 
Cerovica, 
Cerovo, 
Crnoglav, 
Dobri Do, 
Dobrovo, 
Donji Drijen, 
Donji Zelenikovac, 
Dubravica, 
Duži, 
Glumina, 
Gornje Hrasno, 
Gradac, 
Hotanj Hutovski, 
Hutovo, 
Kiševo, 
Moševići, 
Neum, 
Prapratnica, 
Previš, 
Rabrani, 
Vinine i 
Žukovica.

## Povijest

### Srednji vijek
Prema nekima naziv Neum se dovodi u svezu s antičkim municipijem Neuense čije ime izvodi od grčkoga Neon; zbog nedostatka sličnih toponima, pitanje postanja imena Neum ostaje neriješeno. Naziv Stari Neum odnosi se na prvotni položaj naselja na sjeveroistočnom dijelu današnjeg mjesta.
Hrvati su počeli naseljavati neumsko područje u srednjem vijeku (7. stoljeće), i tu kontinuirano žive, bez obzira na osvajače i vladare, odnosno države pod kojima su bili, sve do danas. Neumsko područje tada je pripadalo naronskoj biskupiji sve do 533. godine kada se osniva biskupija u Sarsenterumu, za nova istraživanja tvrde da je rimski grad u Stocu. Iste godine su sarsenterumskom biskupu na upravu predane bazilike u municipijima "Stantino (Ston), Delontino (Stolac), Neuense (Neum)..." i dr. Za tu se godinu može reći kako je na neki način prvi spomen neumske župe. Iz bazilike u mjestu Vranjevo Selo pronađen je kameni križ koji se čuva u Zemaljskom Muzeju u Sarajevu. Na području Vranjeva Sela nalazi se i nekropola knezova humske obitelji Nikolići.

### Osmansko Carstvo
Dubrovačka Republika je nakon mira u Srijemskim Karlovcima od 1699. godine zahtijevala da njen teritorij bude odvojen od teritorija Mletačke Republike na sjeveru i jugu, te poslije pregovora Turci izlaze na more na obje kopneno-morske granice Dubrovačke Republike:
- na sjevernom dijelu između Kleka i Neuma
- na južnom dijelu u Sutorini, odnosno preko Bokokotorskog zaljeva, južno od Herceg Novog.

Ta dva komadića otomanske zemlje ostaju pod turskom vlašću sve do austrougarske okupacije BiH. Poslije 1878. godine sve to postaje austrijsko područje, ali sjeverni "komadić" ne pripaja se Dalmaciji za razliku od Boke, Dubrovnika i ozemlja sjeverno od Kleka i Neuma. U Bečkom ratu (1683. – 1699.) Mlečani su uspješno ratovali protiv Osmanlija u donjem Poneretavlju. Prodrli su preko Zažablja u kojem se nalazi Hutovo, Popovo i Trebinja sve do Novog i opkolili Dubrovačku Republiku. Karlovački mir 1699. na dubrovačko inzistiranje u zbilji poništava skoro sve mletačke uspjehe, pa i Hutovo ostaje pod Turcima. Novi rat pokreću Turci protiv Mletaka 1715., no i ovaj su put Mlečani uspješni, koji prodiru sve do Boke kotorske koja je u njihovom posjedu. Mletačka pohvala 16. travnja 1717. brigadiru mletačke vojske Vuli Nonkoviću bilježi mletačko osvajanje kule u Hutovu, kao i proširenju mletačke vlasti preko Zažablja, Popova, Ljubinja, Trebinja i Stoca. Požarevački mir 1718. godine opet vraća stanje na staro, jer su Dubrovčani htjeli se okružiti saveznicima Osmanlijama i izbjeći izravnu suhozemnu granicu s Mlečanima.
Nakon Požarevačkog mira 1718., mletački uspjesi su poništeni uspjehom dubrovačke diplomacije i Neum je opet pod Turcima koji u njemu drže manju posade te u obližnjem Hutovu, u Hutovskom gradu. Gašenjem hutovske kapetanije 1832., Neum potpada pod stolačku kapetaniju. Kako su napoleonskim osvajanjima nestale i Mletačka i Dubrovačka Republika, a njihovi krajevi na istoku Jadrana pod francusku vlast, neke su strateške točke izgubile smisao. Klek je postao nevažan, zbog čega Turci uopće nisu reagirali kada su Francuzi ovdje gradili cestu i kad se pod francuskom vlašću ovuda neometano odvijao protok robe i ljudi. 1830. se godine mijenjaju okolnosti. U tom vremenu sukobljavaju se međusobno vojske braće Rizvanbegovića, a europske velesile žele područje Neuma i Kleka radi korištenja za sukobe Austrije s Turskom. Engleska i Francuska osobiti su htjele iskoritisti enklave Klek i Sutorinu radi utvrđivanja svoje luke u tim mjestima radi trgovanja s Osmanskim Carstvom. Habsburška Monarhija se tome žilavo opirala, kruto se držeći se odredaba Karlovačkog i Požarevačkog mira, kao i dotadašnje prakse o zaljevu Neuma i Kleka kao "zatvorenog mora". Osmanske su vlasti pokušale graditi nešto u Neumu 1852., no to je spriječila Habsburška Monarhija energičnom reakcijom, no ni Osmanlije nisu zaboravile uzvratiti udarac, pa nisu dopuštala da se popravi francuska cesta preko neumskoga područja premda se ista nalazila na osmanskom teritoriju.
Tijekom 19. stoljeća pogoršao se položaj katoličkih Hrvata. Podizanju ustanka pridonijela je pripremanje carske Rusije za rat s Osmanlijama 1874. godine. Potom i Austro-Ugarska počinje sa svojim planovima. Car Franjo Josip organizirao je put uz hercegovačku granicu. Nevolje Hrvata su potrajale i 19. lipnja 1875. godine Hrvati donje Hercegovine digle su ustanak. Turske je "kordune" u Neumu razoružao je Ivan (Iviša) Konjevod, nakon čega se za njim odmetnulo mnogo Neumljana i mještana drugih sela. Problemi su nastupili kad je na pritisak europskih država Austro-Ugarska, dopustila iskrcavanje turskih vojnih trupa u Kleku, nakon čega je ovo područje postalo jedno od većih žarišta sukoba. 4. kolovoza Turci iskrcavaju oko 1000 dobro naoružanih i opremljenih regularnih vojnika, a oko Velike Gospe, pošle su im ususret turske postrojbe iz unutrašnjosti, koje su na putu ka Neumu srušile i spalile čitavo područje od Hrasna do Neuma.
Hrvatski katolički ustanici poslije uspjeli omesti dovoz novih svježih osmanskih snaga. Pamte se bitke u Vranjevu Selu, Klepovici, Prapratnici i na Kolojanju. Jedan od ustaničkih vođa don Ivan Musić izborio je za donju Hercegovinu neobičnu diplomatsku pobjedu. Otputovao je u Beč gdje je izborio poseban status donje Hercegovine u ustanku. U biti je postala slobodni teritorij imena Vojvodina Donja Hercegovina. Vojvoda Musić imao je nekoliko sjedišta, a jedno je bilo hercegovački dio Kleka. Slobodni ustanički teritorij dočekao je austro-ugarsko zaposjedanje Bosne i Hercegovine nakon Berlinskoga kongresa 1878. godine. U oslobađanju Stoca i Trebinja vrlo je važnu ulogu odigrala vojska Musićevih ustanika.

### Dvije Jugoslavije i NDH
U rujnu 1932. otvorena je prva škola na području općine Neum u Hutovu. Hrvatski narod se u ovim krajevima okreće protiv nove vlasti. Na izborima 1938. pučanstvo se opredjeljuje za HSS. 
U travnju 1941. kada je ustrojena Nezavisna Država Hrvatska, Neum se nalazio u velikoj župi Dubrava, da bi reorganizacijom iz 1944. pripao velikoj župi Hum. Za vrijeme 2. svjetskog rata neumsko područje je postalo poprištem žestokih borbi, posebno za Hutovo, Gradac i vrlo važan Vukov klanac. Najviše Hrvata s neumskog područja je ipak stradalo u poraću.
Razdoblje 1945. do 1990. vezano je za socijalistički i komunistički sustav FNRJ i SFRJ. Na političkom planu gašena je svaka sloboda i nacionalna samostalnost. Mnogi Hrvati počeli su nakon 1960. odlaziti na tzv. privremeni rad u Njemačku, Austriju i druge europske zemlje. 

### Domovinski rat
Godine 1990. u studenom su održani prvi poslijeratni višestranački izbori. Pobijedile su stranke hrvatskoga nacionalnog predznaka. Mir nije dugo trajao. Krizni stožer općine Neum osniva se 28. kolovoza 1991. godine. Ratna prijetnja otpočela je 1. listopada 1991. kada su srpsko-crnogorske snage napalo hrvatsko selo Ravno. Isti dan su zrakoplovi JNA po prvi put raketirali neumske prometnice. 15. listopada 1991. godine granatirano je neumsko selo Drijen. 6. studenog, na putu Ravno – Hutovo, neumski branitelji zastavljaju snage JNA. Bilo je to prvo uspješno zaustavljanje napada JNA u BiH. 7. svibnja 1992. zrakoplov JNA je raketirao župnu crkvu u Gracu ostavivši teške materijalne posljedice. Tih dana PZO na području Neuma je srušila pet zrakoplova i jedan helikopter JNA. Tri dana poslije, 10. svibnja 1992., zrakoplovi JNA napadaju središte Neuma te su bombama "krmačama" oštetili dva hotela i više zgrada. 
Za vrijeme rata na području Neuma, u razdoblju od 1991. do 1995., živote je izgubilo 37 vojnika. Nakon mirovnih pregovora 1994. u Washingtonu i 1995. u Daytonu, Neum je u okviru Federacije Bosne i Hercegovine ušao u Hercegovačko-neretvansku županiju.

### Kratka kronologija
- 1465. – 1878. Dio Otomanskog Carstva (s povremenim mletačkim preuzimanjima):
- 1878. – 1918. Okrug Mostar u Austro-Ugarskoj
- 1918. – 1929. Okrug Mostar u Kraljevini SHS
- 1929. – 1939. Primorska banovina (Kraljevina Jugoslavija)
- 1939. – 1941. Banovina Hrvatska  (Kraljevina Jugoslavija)
- 1941. – 1945. NDH
- 1945. – 1992. SFRJ – SR BiH
- 1992.       BiH

## Stanovništvo

### Popisi 1971. – 1991.
| Stanovništvo općine Neum |                |                |                |
| godina popisa            | 1991.          | 1981.          | 1971.          |
| Hrvati                   | 3792 (87,67 %) | 3575 (88,70 %) | 4281 (89,54 %) |
| Srbi                     | 207 (4,78 %)   | 179 (4,44 %)   | 224 (4,68 %)   |
| Muslimani                | 190 (4,39 %)   | 157 (3,89 %)   | 218 (4,55 %)   |
| Jugoslaveni              | 90 (2,08 %)    | 83 (2,05 %)    | 13 (0,27 %)    |
| ostali i nepoznato       | 46 (1,06 %)    | 36 (0,89 %)    | 45 (0,94 %)    |
| ukupno                   | 4325           | 4030           | 4781           |

#### Neum (naseljeno mjesto), nacionalni sastav
| Neum               |                |               |               |
| godina popisa      | 1991.          | 1981.         | 1971.         |
| Hrvati             | 1338 (81,04 %) | 499 (82,89 %) | 335 (93,05 %) |
| Srbi               | 98 (5,93 %)    | 25 (4,15 %)   | 10 (2,77 %)   |
| Muslimani          | 89 (5,39 %)    | 17 (2,82 %)   | 3 (0,83 %)    |
| Jugoslaveni        | 90 (5,45 %)    | 47 (7,80 %)   | 7 (1,94 %)    |
| ostali i nepoznato | 36 (2,18 %)    | 14 (2,32 %)   | 5 (1,38 %)    |
| ukupno             | 1651           | 602           | 360           |

### Popis 2013.
| Stanovništvo općine Neum |                |
| godina popisa            | 2013.          |
| Hrvati                   | 4543 (97,64 %) |
| Bošnjaci                 | 63 (1,35 %)    |
| Srbi                     | 21 (0,45 %)    |
| ostali i nepoznato       | 26 (0,56 %)    |
| ukupno                   | 4653           |

| Neum – naseljeno mjesto |                |
| godina popisa           | 2013.          |
| Hrvati                  | 2938 (97,51 %) |
| Bošnjaci                | 33 (1,10 %)    |
| Srbi                    | 21 (0,70 %)    |
| ostali i nepoznato      | 21 (0,70 %)    |
| ukupno                  | 3013           |

## Uprava
Najviše izvršno tijelo je načelnik Općine Neum. Trenutni načelnik je Dragan Jurković iz HDZ-a BiH. Izabran je na lokalnim izborima 2020.
Zakonodavno tijelo u Općini Neum je Općinsko vijeće kojemu je predsjednica Daniela Matić iz HDZ-a BiH. Općinsko vijeće ukupno ima 17 članova.

## Turizam
Neum raspolaže sa 7000 ležaja u hotelima visoke kategorije, te odmaralištima i privatnom smještaju, gdje su osigurani uvjeti za ugodan boravak tijekom cijele godine. S obzirom na veličinu općine i njen turistički potencijal, trenutačni smještajni kapaciteti zadovoljavaju potrebe. Tu su i neophodni Dom zdravlja, pošta, banke i mali privatni restorani koji obogaćuju hotelsku ponudu, kao i velika mreža trgovina. 
Pored hotelskih sadržaja, gostima se nude i izletnička putovanja autobusom i brodom u susjedna turistička mjesta (Dubrovnik, Mostar, Međugorje, Hutovo blato). Autohtono stanovništvo Neuma oduvijek se bavilo poljoprivredom, ribarstvom i ekstenzivnim stočarstvom dok su kao dodatni izvor prihoda kuhali morsku sol, tu dragocjenost ljudske prehrane i ubirali ljekovito i začinsko bilje: kadulja (žalfija), ružmarin i vrijesak. U prošlosti su Neumljani bili poznati kao klesari kamena za gradnju kuća i suhozida.
Početkom ljeta se od 2004. godine održava "Neum Animated Film Festival" na kojem sudjeluju gosti iz svih dijelova svijeta. U Neumu se svakog ljeta, u drugoj polovici mjeseca kolovoza održava tradicionalni Hrvatski glazbeni festival "Etnofest Neum" i smotra folklora. U kolovozu se održava i smotra klapa. Također je u Neumu aktivan muzej i galerija s oko 500 umjetnina. U organizaciji Šahovskoga saveza Herceg-Bosne od 1994. godine u Neumu se održava ekipno natjecanje Prve šahovske lige Herceg-Bosne. Zaleđe Neuma je bogato nasadima maslina i vinograda te je idealno područje za ljubitelje agroturizma. HKUD Hutovo je organizator tradicionalne manifestacije "Ivanjski Krijesovi".

## Spomenici i znamenitosti
Prema popisu, koji sastavlja Komisija za zaštitu nacionalnih spomenika, na području općine Neum nalazi se 7 nacionalnih spomenika uvrštenih na glavni popis i 1 spomenik registriran na privremenoj listi. To su: Hutovski grad, crkva sv. Ane u Gradcu, kamena ploča s natpisom Radovca Vukanovića, nekropola Crkvina, nekropola Brštanica, nekropola Međugorje i arheološko nalazište Vranjevo Selo.

### Sakralni objekti
- Crkva Gospe od Zdravlja
- Crkva sv. Ivana (nova crkva)
- Crkva sv. Ante, sv. Stjepana i sv. Šimuna (sagrađena 1904., stradala 1944, obnovljena 1958. i 2004.)
- Crkva male Gospe u Vranjevu Selu
- Crkva u Dužima

## Kultura
- HKUD Lindžo
- HKUD Hutovo
- Društvo prijatelja starina Hutovo

## Poznate osobe
- dr. Juraj Njavro, liječnik, bivši ministar
- Nikola Buconjić, pjesnik, romanopisac, etnograf i povjesničar
- Pero Jurković, prvi guverner Hrvatske narodne banke
- Pero Pavlović, hrvatski pjesnik iz BiH
- Petar Vuletić, pjesnik i prosvetitelj
- Don Martin Sentić, svećenik, utemeljitelj jurahominizma

## Obrazovanje
Općina Neum ima jednu srednju i jednu osnovnu školu u kojima se učenici školuju za razna zanimanja. Velik broj učenika iz neumske općine se školuje u susjednom Metkoviću (RH). Na prostoru Općine djeluju sljedeće školske ustanove:
- Osnovna škola "Kardinala Stepinca"
- Srednja škola "Neum"

## Šport
- Biciklistički klub Neum
- Vaterpolski klub Jadran Neum
- Hrvatski nogometni klub Neum
- Boćarski klub Neum
- Hrvatski rukometni klub Neum
- Hrvatski košarkaški klub Neum[12]
- Klub sportskog streljaštva "LU Jadran" Neum

### Članci
- Vidović, Domagoj. 2009. Gradačka toponimija. Folia onomastica Croatica. Zavod za lingvistička istraživanja HAZU. Zagreb.  (18): 171–221

## Vanjske poveznice
- Službene stranice